# Bundesstraße 300
Pour les articles homonymes, voir B300 et Route 300.
La Bundesstraße 300 est une Bundesstraße du Land de Bavière.

## Géographie
La B 300 commence au croisement avec la B 16 près de Münchsmünster, traverse les arrondissements de Pfaffenhofen an der Ilm, Neuburg-Schrobenhausen, Aichach-Friedberg, la ville d'Augsbourg et son arrondissement, Guntzbourg et Unterallgäu et se termine à l'A 7 près de Heimertingen.
Il s'agit d'un axe de connexion important pour les deux centres régionaux d'Augsbourg et d'Ingolstadt et relie également l'A 9 Munich-Nuremberg-Berlin au sud d'Ingolstadt (AS 64 Langenbruck) avec l'A 8 Munich-Stuttgart à l'est d'Augsbourg (AS 74 Dasing).
Dans les communes de Reichertshofen et Hohenwart, la B 300 s'étend sur près de deux kilomètres avec la B 13 Munich-Ingolstadt.
Dans la ville d'Augsbourg, la B 300 coïncide avec la B 17, avec des tronçons dans Friedrich-Ebert-Straße, Haunstetter Straße, Inverness Allee, Friedberger Straße, et sur cette dernière sur une courte distance également avec la B 2. Tous les tronçons d'Augsbourg, Stadtbergen, Neusäß et au niveau de l'A 8 sont à quatre voies, le tronçon dans la vallée de la Paar a trois voies sur de grandes étendues.

## Histoire
La section Aichach-Dasing faisait partie du projet A 90. Ce tronçon doit être agrandi de quatre voies sur une longueur de 5 kilomètres entre les jonctions Dasing et Aichach-Ouest en tant que Bundesstraße de type autoroute. Il n'y avait pas de calendrier précis pour cela jusqu'en 2014, mais un temps de construction d'environ quatre ans est prévu. En tant que mesure préparatoire, la jonction Aichach-Süd est reconstruite en 2010.
En décembre 2011, en prévision de l'expansion à quatre voies de la B 300 entre Aichach et Dasing, la jonction Aichach-Ouest est rendue libre d'intersections. Cette mesure s'imposait d'urgence en raison des nombreux accidents mortels en 2010. Le 28 juillet 2014, on annonce que le ministère fédéral des Transports fournira les fonds nécessaires pour l'extension à quatre voies de la B 300 entre Aichach et Dasing. L'expansion commence à l'automne 2014. Dès la fin du mois d'octobre 2017, quatre voies de la B 300 entre Aichach-West et la sortie de Gallenbach nouvellement établie peuvent être utilisées sur une distance de 3 km. Depuis le 21 septembre 2018, la B 300 entre Aichach-West et Dasing est sur quatre voies.
À l'origine, la B 300 traverse Memmingen, mais en 2016, elle est déclassée en Staatsstraße 2031 dans la zone urbaine de Memmingen.
Depuis décembre 2017, un feu de circulation est installé au carrefour de Langenbruck afin de réduire le foyer d'accidents lors du passage de ou vers l'A9. La confluence de la St 2046 à Schrobenhausen-Mühlried étant également un point chaud pour la B 300, un feu de signalisation temporaire est installé sur la B 300 en octobre 2018. À long terme, la jonction est à reconstruire pour qu'il n'y ait pas de croisement.

## Source
- (de) Cet article est partiellement ou en totalité issu de l’article de Wikipédia en allemand intitulé « Bundesstraße 300 » (voir la liste des auteurs).